# Macierz nilpotentna
Macierz nilpotentna – macierz kwadratowa, której pewna potęga jest równa macierzy zerowej.

## Przykład
Przykładem macierzy nilpotentnej jest macierz
{\displaystyle N={\begin{bmatrix}0&1&0&0\\0&0&1&0\\0&0&0&1\\0&0&0&0\end{bmatrix}},}
bowiem kolejne potęgi tej macierzy {\displaystyle N^{2},N^{3},N^{4}} są równe:
{\displaystyle {\begin{bmatrix}0&0&1&0\\0&0&0&1\\0&0&0&0\\0&0&0&0\end{bmatrix}},\;{\begin{bmatrix}0&0&0&1\\0&0&0&0\\0&0&0&0\\0&0&0&0\end{bmatrix}},\;{\begin{bmatrix}0&0&0&0\\0&0&0&0\\0&0&0&0\\0&0&0&0\end{bmatrix}}.}

## Własności
- Jeśli {\displaystyle A} jest nilpotentna, to najmniejsza liczba naturalna {\displaystyle k} taka, że {\displaystyle A^{k}=\Theta ,} nie przekracza stopnia {\displaystyle A.}
- Wielomian charakterystyczny macierzy nilpotentnej {\displaystyle A} jest postaci {\displaystyle F_{A}(\lambda )=\lambda ^{n},} stąd wszystkie jej wartości własne są równe zeru.
- Macierz nilpotentna jest osobliwa, a jej ślad jest równy zeru.
- Każda macierz trójkątna, która na głównej przekątnej ma zera, jest macierzą nilpotentną.
- każda wielokrotność {\displaystyle k\cdot A} macierzy nilpotentnej {\displaystyle A} też jest nilpotentna. Każda potęga {\displaystyle A^{k}} macierzy nilpotentnej {\displaystyle A} też jest nilpotentna.

## Postać Jordana
Niech {\displaystyle N_{k}} będzie macierzą kwadratową stopnia {\displaystyle k} postaci:
{\displaystyle N_{k}={\begin{bmatrix}0&1&0&\ldots &0\\0&0&1&\ldots &0\\\vdots &\vdots &\vdots &\ddots &\vdots \\0&0&0&\ldots &1\\0&0&0&\ldots &0\end{bmatrix}}.}
tzn. przekątna „sąsiadująca” z główną przekątną tej macierzy zawiera wyłącznie jedynki.
W szczególności {\displaystyle N_{1}={\begin{bmatrix}0\end{bmatrix}},\;N_{2}={\begin{bmatrix}0&1\\0&0\end{bmatrix}}}
Wówczas dowolną macierz nilpotentną można sprowadzić do następującej postaci Jordana:
{\displaystyle {\begin{bmatrix}N_{k_{1}}&0&\ldots &0\\0&N_{k_{2}}&\ldots &0\\\vdots &\vdots &\ddots &\vdots \\0&0&\ldots &N_{k_{r}}\end{bmatrix}}}
dla pewnych {\displaystyle k_{1},k_{2},\dots ,k_{r}.}
Sprowadzenie macierzy nilpotentnej do powyższej postaci Jordana jest możliwe dla dowolnego ciała.